# 喜山葶苈
喜山葶苈（学名：Draba oreades），为十字花科下的一个种。

## 变种
- 中国喜山葶苈（学名：Draba oreades var. chinensis）是十字花科葶苈属喜山葶苈的变种。分布在中国大陆的陕西、西藏、青海、云南、甘肃、四川等地，生长于海拔4,300米至4,600米的地区，多生长于高山岩石边。
- 矮喜山葶苈（学名：Draba oreades var. commutata）是十字花科葶苈属喜山葶苈的变种。分布于蒙古、克什米尔地区、土耳其斯坦以及中国大陆的甘肃、西藏、青海等地，生长于海拔4,000米至5,300米的地区，多生在高山石砾沟边裂缝中。
- 毛果喜山葶苈（学名：Draba oreades var. ciliolata）为十字花科葶苈属喜山葶苈的变种。分布于巴勒斯坦以及中国大陆的新疆等地，生长于海拔3,880米的地区，一般生长在石缝有泥土处。
- 喜高山葶苈（学名：Draba oreades var. alpicola）是十字花科葶苈属喜山葶苈的变种。分布在锡金、伊朗、克什米尔、印度以及中国大陆的四川、西藏等地，生长于海拔4,600米至5,000米的地区，常生长在山坡。
- 长纤毛喜山葶苈（学名：Draba oreades var. tafellii）为十字花科葶苈属喜山葶苈的变种。分布于中国大陆的内蒙古、新疆、西藏、陕西等地，生长于海拔3,500米至5,200米的地区，见于高山草地以及石缝中。